# Hohes Fingerkraut
Das Hohe Fingerkraut (Potentilla recta), auch Aufrechtes Fingerkraut genannt, ist eine Pflanzenart aus der Gattung der Fingerkräuter (Potentilla) innerhalb der Familie der Rosengewächse (Rosaceae). Sie ist in Eurasien und im nordwestlichen Afrika weitverbreitet.

## Beschreibung

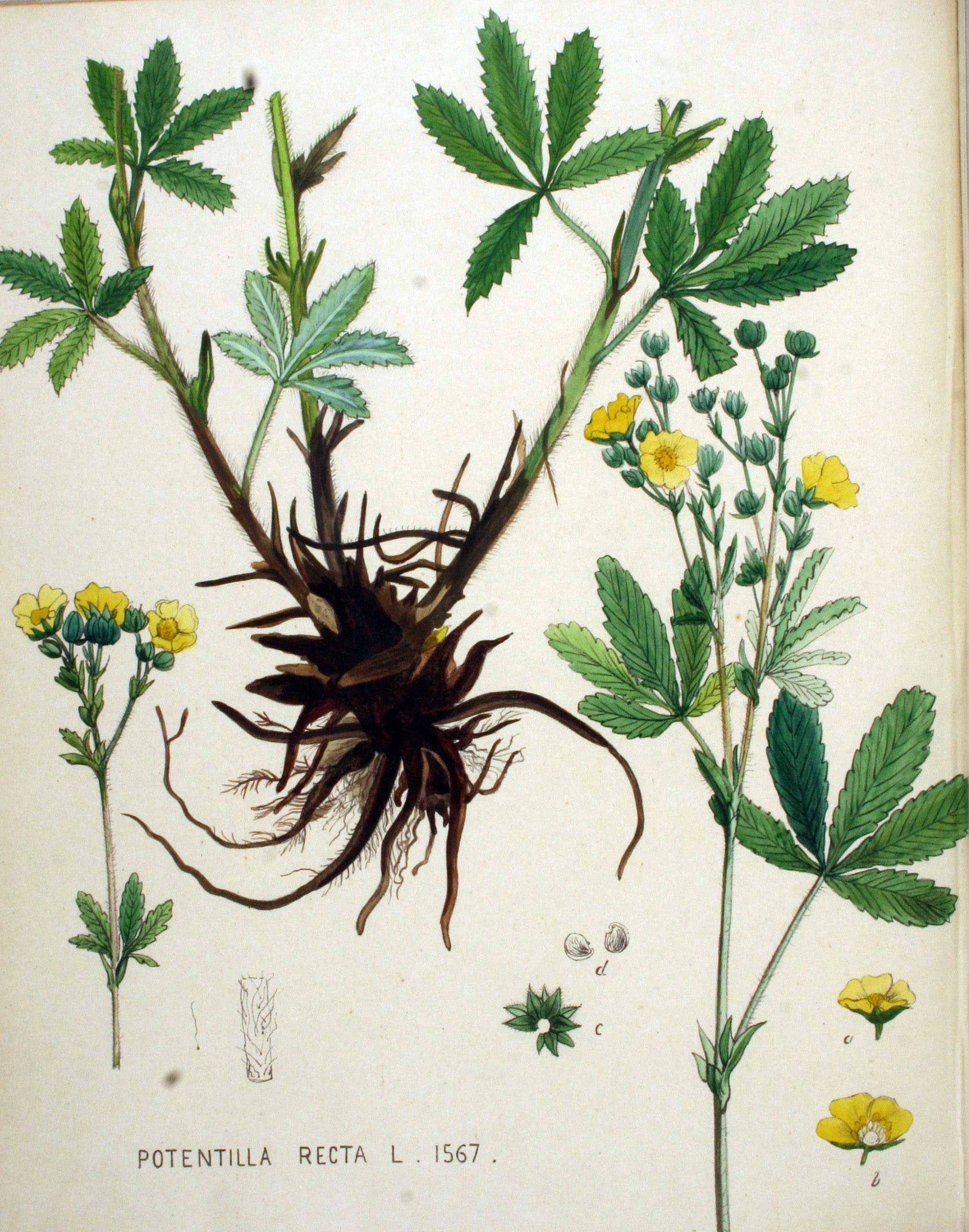
Illustration aus Flora Batava, Volume 20

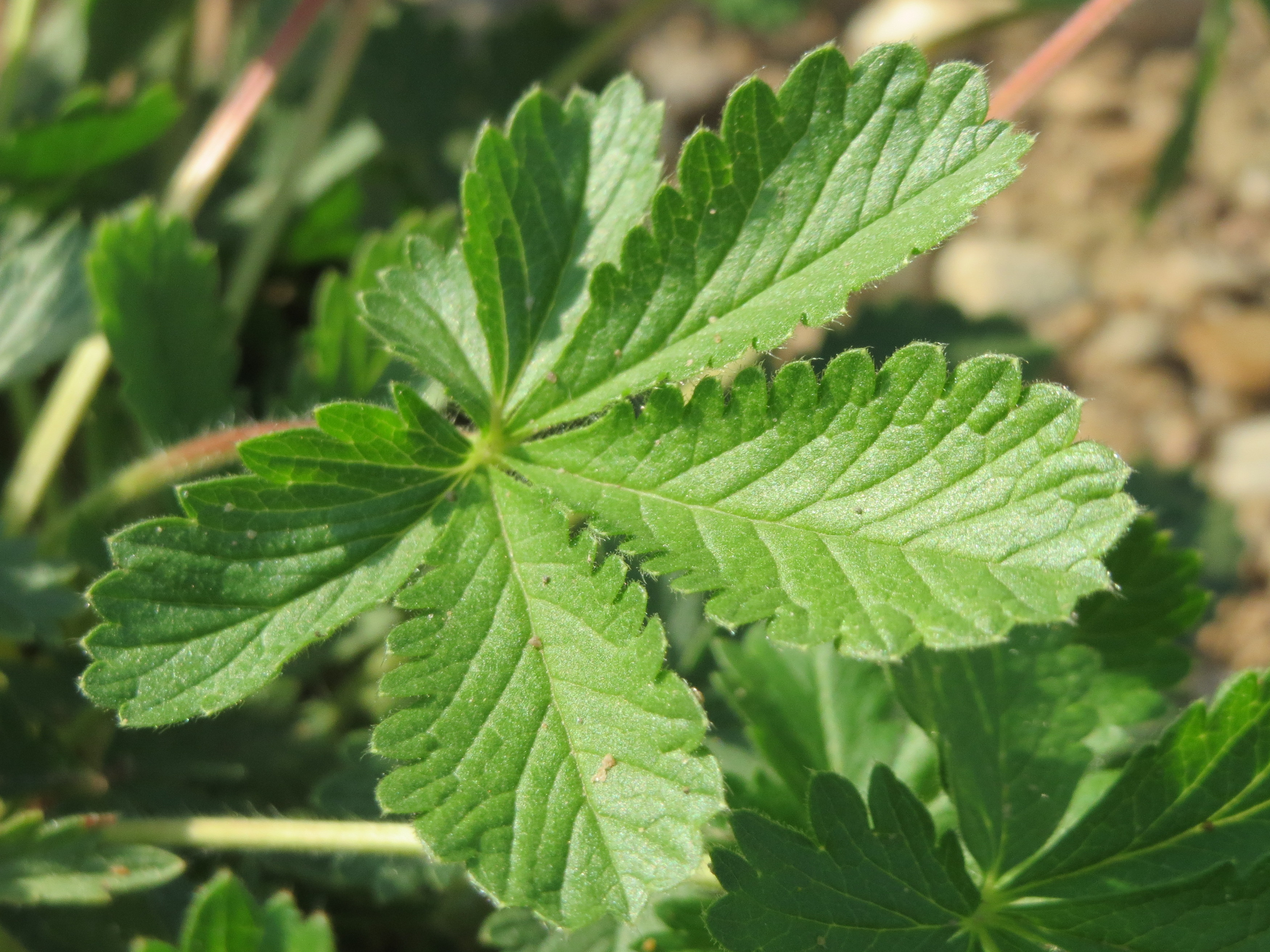
Gefingertes Laubblatt

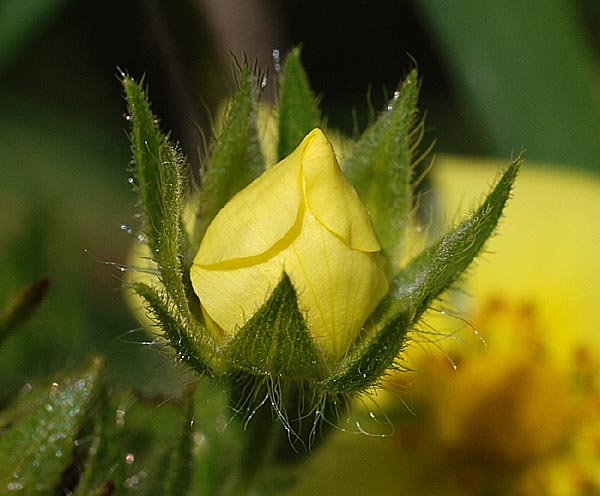
Blütenknospe mit Kelch und Nebenkelch

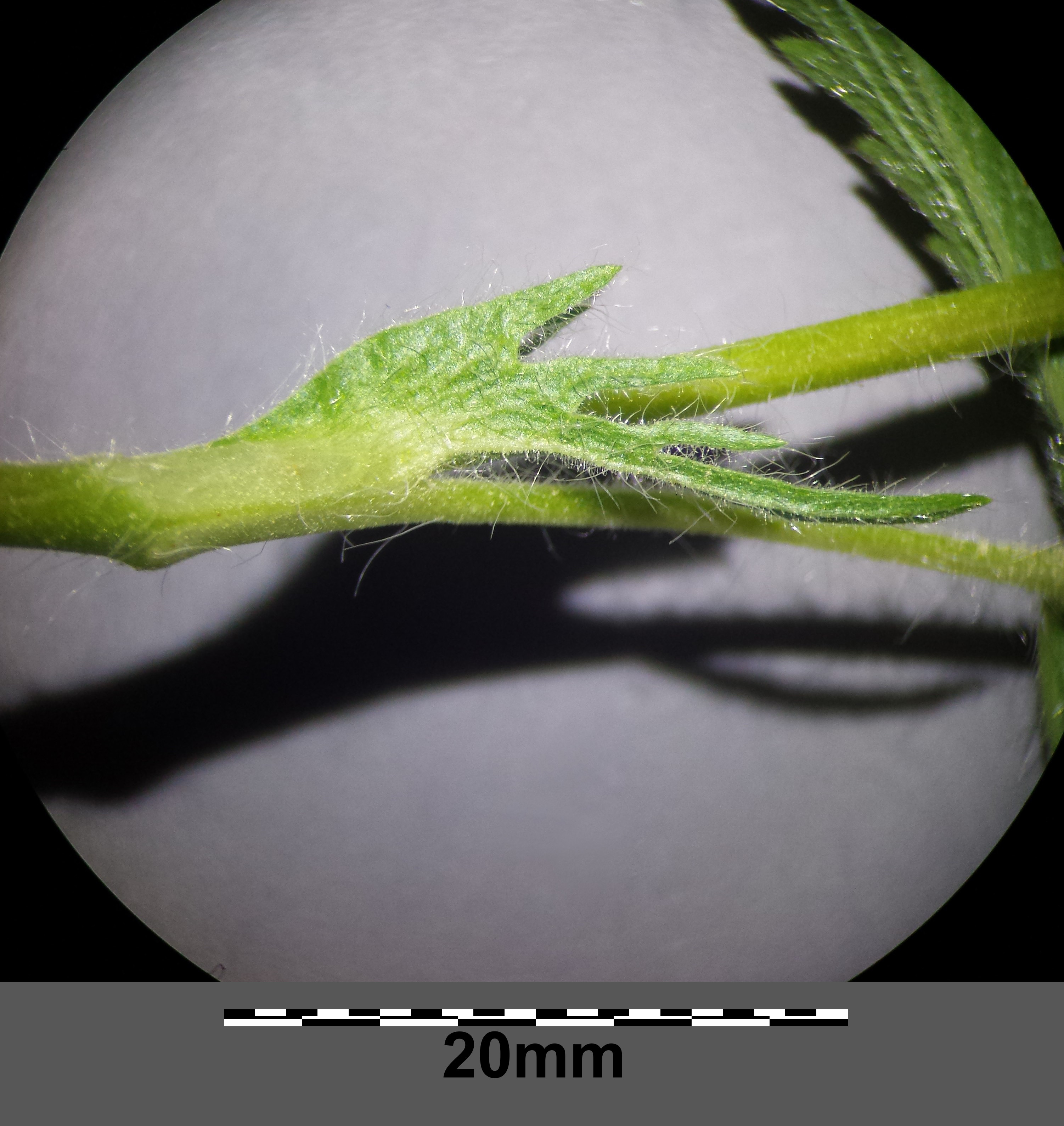
Stängel mit fiederspaltigem Nebenblatt

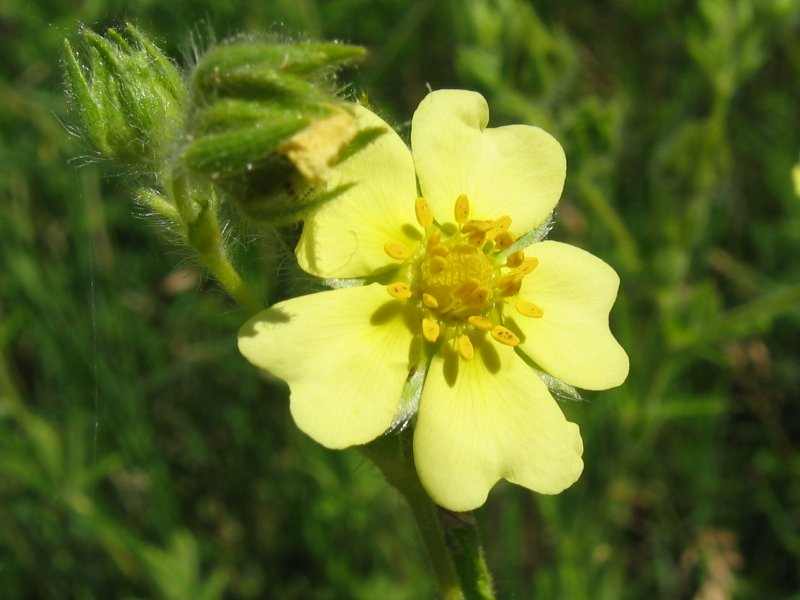
Detail einer fünfzähligen, radiärsymmetrischen Blüte

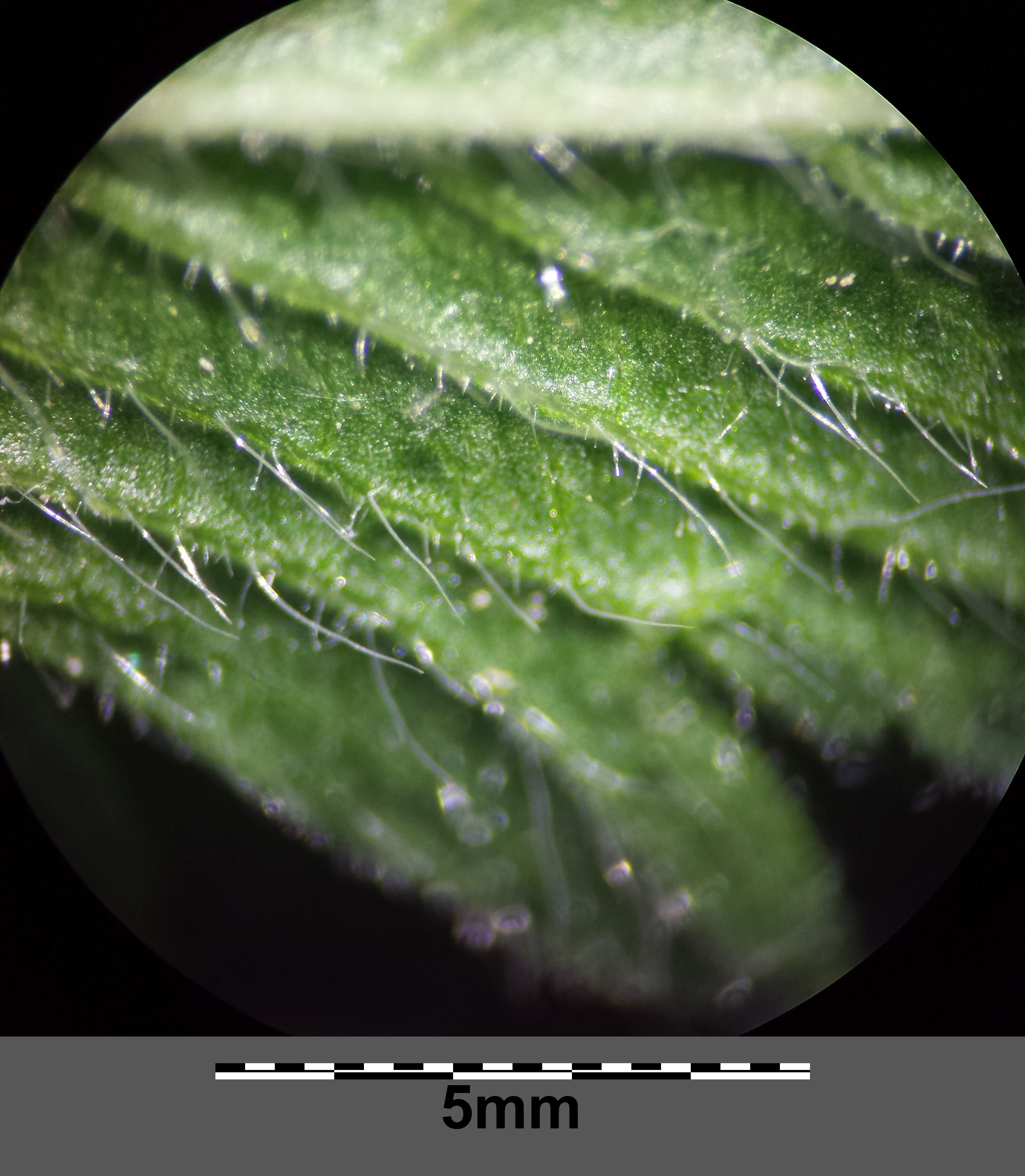
Laubblattunterseite mit geraden Haaren

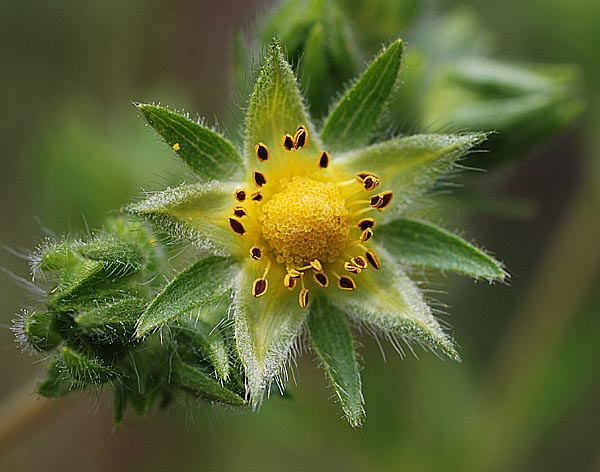
Blüte beim Abblühen mit Kelch und Nebenkelch

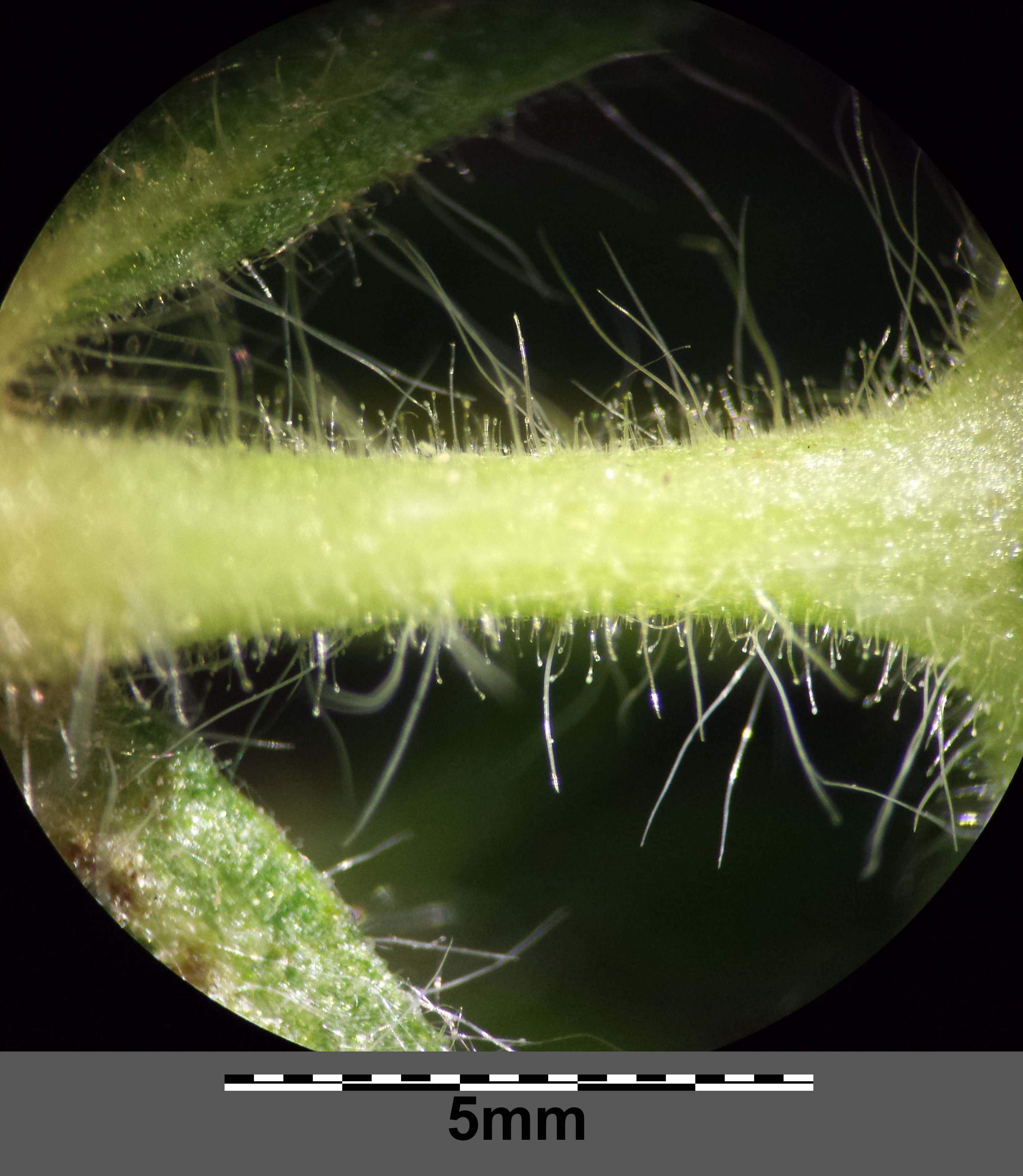
Abstehend behaarter Blütenstiel

### Erscheinungsbild und Blatt
Das Hohe Fingerkraut wächst als ausdauernde krautige Pflanze und erreicht Wuchshöhen von 20 bis 80 Zentimetern. Der meist steif aufrechte Stängel ist beblättert und verzweigt sich im oberen Bereich. Der Stängel ist locker bis dicht abstehend langhaarig, dazwischen mit sehr kurzen Borstenhaaren sowie im oberen Teil drüsig behaart. 
Die wechselständig angeordneten Laubblätter sind in Blattstiel und Blattspreite gegliedert. Die gefingerte Blattspreite besitzt fünf bis sieben Blättchen. Die Blättchen sind bei einer Länge von 3 bis 8 Zentimetern verkehrt-lanzettlich bis eiförmig und kräftig gesägte bis fast fiederspaltig. Die Blättchen sind mehr oder weniger dicht und lang behaart, aber nie filzig. Es sind Nebenblätter vorhanden.

### Generative Merkmale
Die Blütezeit reicht von Mai bis September. Es wird ein endständiger, reich- und lockerblütiger, rispiger Blütenstand gebildet. 
Die zwittrigen Blüten sind bei einem Durchmesser von 20 bis 25 Millimetern radiärsymmetrisch und fünfzählig. Die fünf Außenkelchblätter sind lanzettlich und 7 bis 8 Millimeter lang; sie vergrößern sich später auf 10 bis 12 Millimeter und sind etwas länger als die Kelchblätter. Die fünf Kelchblätter sind dreieckig-eiförmig und spitz. Die fünf blassgelben bis goldgelben Kronblätter sind herzförmig. 
Meist werden mehr als 100 runzelige Früchtchen gebildet.

### Chromosomenzahl
Die Chromosomenzahl beträgt 2n = 28, 35 oder 42.

## Vorkommen und Ökologie
Das ursprüngliche Verbreitungsgebiet von Potentilla recta ist wohl Südosteuropa, Südwest- bis Zentralasien. Das aktuelle Verbreitungsgebiet reicht in Europa nach Westen bis Spanien, nach Norden bis ins südliche Skandinavien, im Süden im ganzen Mittelmeerraum, einschließlich des nordwestlichen Afrikas, Anatoliens und des Iran. Das Hohe Fingerkraut ist ein ostmediterran-kontinentales Florenelement und befindet sich offenbar noch in weiterer Ausbreitung in West-, Mittel- und Nordeuropa. Das Hohe Fingerkraut kommt in Mitteleuropa zerstreut vor.
Das Hohe Fingerkraut kommt in ganz Deutschland sehr zerstreut vor; vielfach ist es eine ziemlich seltene Adventivpflanze. In den Allgäuer Alpen steigt es im Tiroler Teil unterhalb der Talstation der Jöchelspitze-Seilbahn bei Bach bis zu einer Höhenlage von 1220 Metern auf.
Das Hohe Fingerkraut breitet sich anscheinend immer noch weiter aus, wobei auch die Verschleppung der Früchtchen mit Saatgut und Forst- und Zierpflanzen, sowie die Verwilderung aus Gärten eine Rolle spielen. Die Früchtchen werden entweder vom Wind oder durch Tiere ausgebreitet.
Das Hohe Fingerkraut wächst auf trockenen, basenreichen Standorten, beispielsweise in ruderalen Grasflächen, in Pionierfluren an Hochwasser- und Bahndämmen, Ufer- und Straßenböschungen, in Parkanlagen, Kiesgruben. Es gedeiht in Mitteleuropa vor allem in Gesellschaften der Klasse Sedo-Scleranthetea, aber auch in denen der Klasse Festuco-Brometea oder des Verbands Arction.

## Systematik
Die Erstveröffentlichung von Potentilla recta erfolgte 1753 durch Carl von Linné.

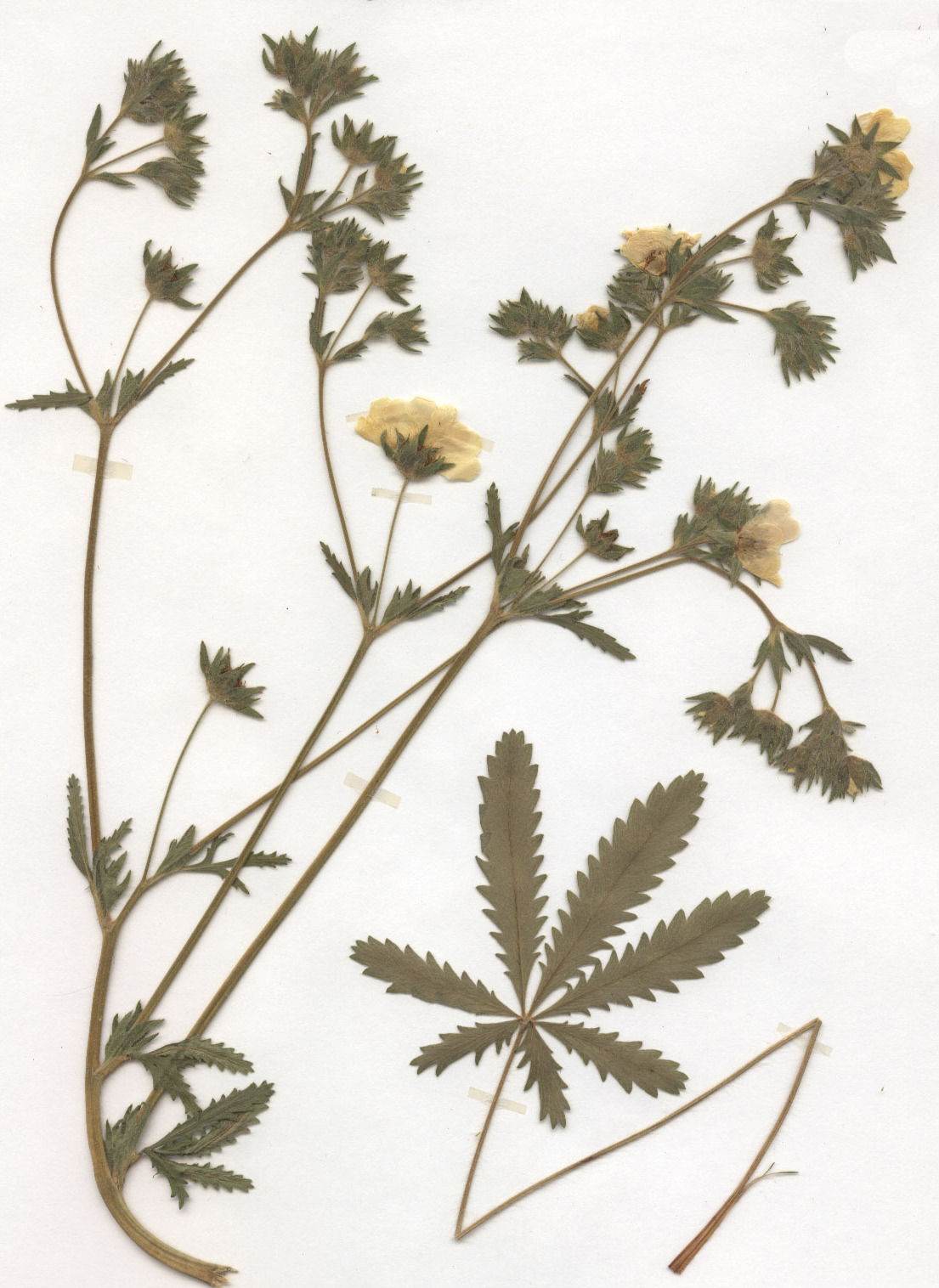
Potentilla recta subsp. recta (Herbarbeleg, Unterfranken)

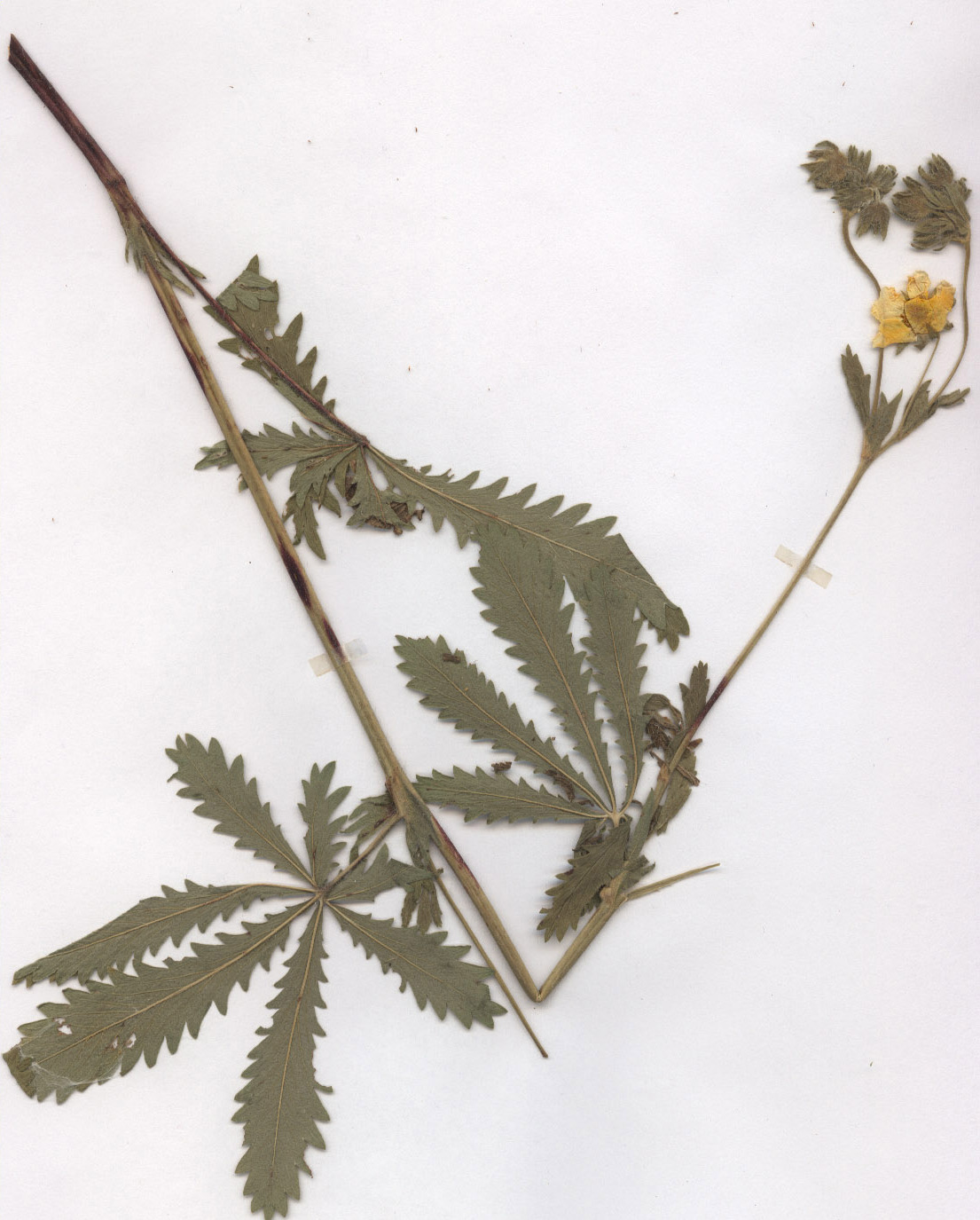
Potentilla recta subsp. obscura (Herbarbeleg, Unterfranken)

Die Art Potentilla recta ist formenreich hinsichtlich der Zähnung der Blättchen, der Dichte der Behaarung und der Blütenfarbe. Insgesamt ist die Untergliederung der Art noch nicht befriedigend bearbeitet. Meist wird das Hohe Fingerkraut (Potentilla recta) in vier Unterarten eingeteilt, von denen die Potentilla recta subsp. recta und die Potentilla recta subsp. obscura erwähnt sein sollen. Diese unterscheiden sich unter anderem durch die Blütenfarbe (blassgelb bei der Potentilla recta ssp. recta, intensiv gelb bei der Potentilla recta subsp. obscura), sowie durch die Form der Blättchen (in der Mitte am breitesten bei der Potentilla recta subsp. recta, im vorderen Drittel am breitesten bei der Potentilla recta subsp. obscura).
In Europa und im Mittelmeerraum werden insgesamt folgende Unterarten anerkannt:
- Potentilla recta L. subsp. recta
- Potentilla recta subsp. afra (Pau & Font Quer) Romo: Sie kommt in Marokko vor.
- Potentilla recta subsp. crassa (Opiz) Rothm.: Sie kommt in Tschechien, der Slowakei und in Ungarn vor.
- Potentilla recta subsp. laciniosa (Nestl.) Nyman
- Potentilla recta subsp. leucotricha (Borbás) Goliašová: Sie kommt auf der Balkanhalbinsel, in Ungarn und in der Slowakei vor.
- Potentilla recta subsp. obscura (Willd.) Arcang.
- Potentilla recta subsp. pilosa (Poir.) Jáv.